# Pterolophia buruensis
Pterolophia buruensis là một loài bọ cánh cứng trong họ Cerambycidae.